# 二分之一強
《二分之一強》，是臺灣東森綜合台訪談性綜藝節目，全富傳播製作，2014年6月16日起播出至2020年11月12日。節目以「女人的殿堂」為口號，每集皆會邀請來自世界各地的「代表」（稱為「聯合國代表」）與臺灣藝人（稱為「藝人團代表」）分享各地文化差異、感情和價值觀、生活經驗等。

## 沿革及製作
本節目名稱緣由自「新世代的女人不論在能力、經濟、教育、工作上都不輸男人，這些獨立自主的女人早已撐起半邊天，她們有自己的價值觀和感情觀，我們稱她們是『二分之一強』」。節目最初於週一到週四晚上10時30分至12時播出；自2015年5月25日起，播放時間改為晚上11時至12時。
2015年9月11日起，每逢星期五之節目以二分之一強遊戲王為名，其時口號改為「遊戲的殿堂」。
2016年8月15日起，節目改於週一至週五晚上11時至12時於東森綜合台播出。
2018年7月9日起，節目改於週一至週四晚上11時至12時於東森綜合台播出。
2019年8月12日起，節目改版為東、西方兩陣營各派出5位聯合國代表來比拼。
2019年8月26日，取消東、西方兩陣營各派出5位聯合國代表來比拼，EP1142回歸原本模式。
2020年9月7日起，節目在東森綜合台首播時段改為週一至週四晚上8時至9時。
2020年10月22日，節目最後一次錄影。
2020年11月12日，節目播出最後一集。

### 主持人
- 2014年6月16日至2016年9月29日：梁赫群及六月
- 2016年10月3日至2020年3月31日[3]：梁赫群及小禎
- 2020年4月1日至2020年11月12日：梁赫群及吳姍儒

本節目原由六月及梁赫群主持，六月曾於2014年及2016年因先後兩次懷孕，為前往檢查及生產，節目分別改由嚴立婷、花花、朱芯儀、連靜雯及小禎作代班主持。2016年9月六月第二胎產後放假完畢，卻獲電視台請她「暫時」保持休息狀態，稱讓代班的小禎錄到九月底比較「圓滿」、「完整」；2016年9月28日六月在臉書透露：「經由電視台通知節目轉到東森32頻道之後收視穩定、並且本人因為有產品代言的關係無法每次都拿節目置入的產品」，同時東森超視公關表示「因為節目換頻道後型態調整，六月活動較多時間比較難配合」，東森電視於9月29日（星期四）決定將女主持人更換為小禎（胡盈禎），但當晚節目開場時仍以「代班主持人」介紹她；自10月3日（星期一）新一集節目中，胡盈禎才正式標示為「主持人」。胡盈禎因主持新節目，故於2020年2月24日請辭。而且，在同年的3月11日，東森電視證實由吳姍儒 (Sandy) 將於2020年4月1日接棒。

### 二分之一強遊戲王
由2015年9月11日起，每逢星期五晚之節目獨立定為二分之一強遊戲王，「整集玩遊戲，玩到你呢十二點都不想睡覺」。每次分為「六月隊」及「小梁隊」，進行兩至三單元之遊戲。遊戲王曾經在2016年12月30日後暫停三個星期五（2017年1月6日、13日及20日），其後於2017年1月26日（星期四）恢復放映一集後就沒再播放。
遊戲王交由花花（張嘉雲）與連靜雯代班六月時，比賽隊伍分別稱為「花花隊」及「小梁隊」與「連隊」及「梁隊」。雖然東森電視於2016年9月29日公佈將節目女主持由六月更換為小禎（胡盈禎），但在9月30日播放之一集仍由連靜雯以代班主持人身份執行，至10月7日，胡盈禎才正式成為遊戲王主持人。
- 台語傳話遊戲王（首次登場日期：2015年9月11日）

每人15秒時間，用台語傳話給下一棒，最後一棒答出正解即得分。
- 毛筆傳畫遊戲王（首次登場日期：2015年9月11日）

每人30秒時間，用毛筆作畫傳給下一棒，最後一棒猜出正確答案，參考圖畫數量越少，分數越高；圖四答對得四分依此往前遞減。2016年3月18日起，時間增至40秒；同年5月20日起，時間增至45秒。
- 我的英文會轉彎（首次登場日期：2015年9月18日）

兩隊各派兩人來講與猜，並互相指定一位爛英文傳話者，時間內答對較多之隊伍獲勝。
- 三ㄍㄨㄛ．演意（首次登場日期：2015年9月25日）

每一題派兩人猜題，三人用肢體演出不同提示，猜出正確答案即可得分。
- 押手霸（首次登場日期：2015年10月16日）

單元開始前進行，贏家決定攻守順序。
- 很沒默契捏（首次登場日期：2015年10月16日）

依題目用黏土捏出道具，並拿著道具演出答案，不撞答一人得一分。
- 一摸一樣遊戲王（首次登場日期：2015年10月30日）

用手盲摸前者所擺出的姿勢，第一、四棒動作相同即得分。
- 手腳很忙（首次登場日期：2015年11月13日）

手比動作，腳踩數字，提示隊友猜出正解。
- 獎金挑戰賽（首次登場日期：2015年11月13日）

屬手腳很忙的延伸，先前獲勝隊伍參加獎金賽，每答對一題得1000元。
- 影形開麥拉（首次登場日期：2016年1月8日）

派兩人在布幕後合作解題，其他隊友分組猜題，時間內答對較多之隊伍獲勝。
- 幕後黑手比一比（首次登場日期：2016年4月1日）

前棒操作後棒的肢體表演出題目，依此類推往後傳達，由最後一棒答出正解。
- 有看沒有懂（首次登場日期：2016年4月15日）

隊員輪流出題，猜題者戴耳機辨識唇語，猜對較多題數隊伍獲勝。
- 驚舞們（首次登場日期：2016年5月13日）

互相指定兩名對手跟著MV跳出舞蹈，第一次猜對得2分，第二次猜對得1分。
- 卡拉不OK（首次登場日期：2016年7月1日）

指定一名敵友唱出耳機裡的歌曲，由隊友猜出正確歌名，第一次猜對得2分，第二次猜對得1分。9月16日起，改由關主聽耳機裡的音樂唱出歌曲。
- 我是好學聲（首次登場日期：2016年9月16日）

模仿題目所會發出的聲音，由隊員輪流猜題，答對較多題數之隊伍獲勝。
- Sorry Sorry!駭到你（首次登場日期：2016年9月16日）

兩隊穿插排列，用中英穿插講出星期幾；犯錯由隊友代罪受罰，累積失誤5次即落敗。9月30日起，改為先累積3次失誤即落敗，但於10月14日改回累積失誤5次即落敗。
- 2016年10月21日推出新版本：

矇眼用臉部觸碰垂釣物品，並說出正解，答錯隊友代罪受罰，答對較多之隊伍獲勝，第一次答對得2分，第二次答對得1分。
- 2016年10月28日推出新版本：

看題目聯想答案，3人答案相同即得分，不相同則由隊友代罪受罰。本遊戲於2017年1月26日命名為「喜從天降雞運到」。
- 左手鑼右手鼓（首次登場日期：2016年9月23日）

抽籤決定左右手的節拍速度，遇到數字的倍數要敲擊樂器，通過40拍無誤者即成功。
- 腳趾傳畫遊戲王（首次登場日期：2016年9月30日）

腳趾夾筆作畫傳給下一棒，最後一棒答出正解即得分。
- 心手不相連（首次登場日期：2016年10月14日）

兩隊穿插排列，口說和手比出的數字需不相同；犯錯由隊友代罪受罰，累積失誤5次即落敗。
- 我是大耳朵（首次登場日期：2016年10月28日）

派出兩人分別在答題者的左右耳朵說話，聽出兩耳正解即得分，答錯隊友代罪受罰。
- 最假拍檔（首次登場日期：2016年11月11日）

每隊派出二名隊員輪流與假人搭配進行比手畫腳，答完15題費較少之隊伍獲勝。
- 遊戲王點點名（首次登場日期：2016年11月18日）

主持人由1到10喊數字，來賓則依所喊的順序起立，若沒站立者則需接受懲罰。由2016年12月9日起，輸滿5條命則全隊受罰。
- My Code就電（首次登場日期：2016年11月25日）

每隊輪流坐電椅答題，若講到設定之關鍵字者則接受電椅懲罰。
- 人體數字拳（首次登場日期：2016年12月2日）

兩隊第一棒負責輪流喊數字，所有人隨機決定坐下或起立，被對手喊中小組長接受處罰，輸滿5條命則全隊受罰。
- 我們都是好學聲（首次登場日期：2016年12月9日）

限時內用聲音形容題目傳給下一棒，最後一棒答出正解即得分。
- 關鍵密碼戰（首次登場日期：2016年12月9日）

兩隊輪流在設定範圍內猜數字；若猜中密碼當下立即引爆氣球，則該隊算輸一次。
- 相撲擂台（首次登場日期：2016年12月23日）

兩人面對面蹲下，雙手貼雙手、腳跟離地，摔倒或雙手觸地即算輸，三戰兩勝後即可得一分。
- 開口說英文（首次登場日期：2017年1月26日）

加裝器具在口，限時內傳話給下一棒，最後一棒答出正解即可得分。
- 趕雞不進接力賽（首次登場日期：2017年1月26日）

限時內以不同器具及接力方式將氣球雞趕進柵欄裡；完成數量較多之隊伍獲勝。

### 夏日特別企劃
2016年7月8日首次推出，每次進行數單元水上遊戲。
- 300秒接力賽（首次登場日期：2016年7月8日）

共設5關，成功可前進下一關，失敗則退回，限時內完成5關之隊伍獲勝。每集關卡皆有不同。
- 滑水道接水（首次登場日期：2016年7月8日）

隊員從滑水道滑下來，用水桶接水花，量多者獲勝。
- 傳冰塊單元（首次登場日期：2016年7月15日）

利用狗頭罩接力運冰塊，兩回合總重量較多者獲勝。
- 腳夾鈔票（首次登場日期：2016年7月15日）

兩人合力徒手划動泳圈，率先用腳夾到鈔票者獲勝。8月19日起，夾鈔票後要往前衝刺奪標才獲勝。
- 高手接力賽（首次登場日期：2016年7月22日）

共設5關，最快完成5關之隊伍獲勝。每集關卡皆有不同。
- 跳水競賽（首次登場日期：2016年7月22日）

輪流跳水讓水花濺濕宣紙，並使小鴨掉入箱中即算成功，花費時間較少之隊伍獲勝。
- 你講我猜泳池版（首次登場日期：2016年7月22日）

5人輪流講給1名隊友猜，敵隊可潑水干擾，答題較多之隊伍獲勝。
- 滑水道比手畫腳（首次登場日期：2016年7月29日）

隊員從滑水道各演一字滑下，由猜題者組合正解，答對題數較多之隊伍獲勝。
- 抖抖橋互撞落水（首次登場日期：2016年7月29日）

每隊各派1名隊員，著雙層泳圈走至橋中互撞，將敵隊撞入水中者得分。
- 無名單元（首次登場日期：2016年8月19日）

輪流跑過浮板衝到終點浮墊，6名隊員需同時在壘上不掉落，花費較少時間完成者勝。
- 對不起害慘你（首次登場日期：2016年8月26日）

每關各推派強棒出來對戰，並用骰子骰出一位代罪羔羊，一旦競賽失敗隊友代罪受罰。每集關卡皆有不同。
- 滑水道接雞（首次登場日期：2016年8月26日）

隊員從滑水道滑下丟雞，由水中隊員拿籃子接雞，接到較多雞之隊伍獲勝。
- 滑壘破氣球（首次登場日期：2016年9月2日）

一人拿氣球一人從滑梯衝下，撞破較多氣球之隊伍獲勝。9月9日起改為一人拿氣球另一人滑壘，靠衝力從起點滑到終點，撞破較多氣球之隊伍獲勝。
- 坐泳圈翻船（首次登場日期：2016年9月2日）

雙方選手乘坐泳圈徒手肉摶，最快讓對方翻船落水者勝。

## 播出時間
| 頻道                  | 播映日期                       | 播出時間                          |
| --------------------- | ------------------------------ | --------------------------------- |
| 東森超視              | 2014年6月16日至2015年5月22日   | 每週一至週五 22:30－24:00         |
| 東森超視              | 2015年5月25日至2016年8月12日   | 每週一至週五 23:00－24:00         |
| 東森超視              | 2016年8月16日至2019年4月16日   | 每週一至週五 18:00－19:00         |
| 東森超視              | 2019年4月17日                  | 每週一至週日 01:00－02:00         |
| 東森綜合台            | 2016年8月15日至2018年7月6日    | 每週一至週五 23:00－24:00         |
| 東森綜合台            | 2018年7月9日                   | 每週一至週四 23:00－24:00         |
| 愛爾達影劇台(MOD首播) | 2019年?月?日至2019年11月27日   | 每週三至週四 21:00－22:00         |
| 愛爾達影劇台(MOD首播) | 2020年5月27日至2020年6月2日    | 每週一至週五 20:30－21:30         |
| TVBS-Asia             | 2019年10月14日 - 2020年4月2日  | 每週一至週四 22:00 - 23:00(UTC+8) |
| TVBS-Asia             | 2020年4月11日 - 2020年12月20日 | 每週六至週日 21:00 - 22:00(UTC+8) |
| TVBS-Asia             | 2020年12月27日起               | 每週日 20:00 - 21:00(UTC+8)       |

## 來賓

### 聯合國型男
本節目每集皆會請來台灣以外男來賓，並以「聯合國型男」作稱呼。下表列出曾出現之聯合國型男，依首次出場日期排列，同一集中遇有多於一位新型男登場，以介紹先後次序為準。
| 型男             | 外文名字                          | 出身地區                    | 首次登場日期   | 備註 |
| ---------------- | --------------------------------- | --------------------------- | -------------- | --- |
| 杜力（Dooley）   | Matthew Eric Candler              | 美国亞利桑那州鳳凰城        | 2014年6月16日  | 畢業於國立成功大學企業管理學系碩士班。又名艾瑞克，弟弟CJ曾於2016年3月21日短暫登場。第一期型男，2014-2020參與節目最久，總共六年。                                                                                                 |
| 柯子培           | Kertész Péter                     | 斯洛伐克                    | 2014年6月16日  | 曾擔當「美國隊長」克里斯伊凡替身。 |
| 安德烈           |                                   | 瑞士                        | 2014年6月16日  | |
| Nabin            |                                   | 尼泊尔                      | 2014年6月16日  | |
| 大衛             |                                   | 伊朗                        | 2014年6月16日  | |
| 夢多             | 大谷主水（Otani Mondo）           | 日本宮崎                    | 2014年6月16日  | 畢業於國立臺灣體育運動大學。《地球的慶典》主持人。曾為日本跆拳道國手。 第一期型男， 2014-2020參與節目最久，總共六年。 |
| 傑克             | Jack Luck                         |                             | 2014年6月17日  | 澳韓混血兒，於2016年1月20日自殺身亡。 |
| 賈斯汀           | Justin Caleb Cooper               | 美国南卡羅萊納州約克        | 2014年6月17日  | 畢業於銘傳大學國際學院新聞與大眾傳播學士。曾用中文名李靖，後改名李進良，曾客串8點檔本土劇、參演電影《痞子英雄2》及擔任《我家Fun音樂》節目主持。 第一期型男， 2014-2020參與節目最久，總共六年。                                   |
| 米威             | Wejay Mi                          | 巴基斯坦                    | 2014年6月17日  | 巴基斯坦台灣混血兒。 |
| 安卓             | Andrew Walton                     | 美国加州洛杉磯              | 2014年6月18日  | 2019年2月13日起稱為安祖。 |
| 賓諾             | Binod Bahadur Deuja Chhetri       | 尼泊尔                      | 2014年6月18日  | 又名陳明仁。 |
| 方馬丁           | Martin Lennart Daniel Ferm        | 瑞典哥特堡                  | 2014年6月23日  | 有演8點檔本土劇。第一期型男， 2014-2020參與節目最久，總共六年。 |
| 黃敏赫           |                                   |                             | 2014年6月24日  | 台北「黃OPPA」韓式料理店老闆。 |
| 古龍             | Albert Cano Diaz                  | 西班牙巴塞隆納              | 2014年6月26日  | 畢業於輔仁大學企業管理學系。《What's Cool Taipei》雜誌創辦人及行銷企劃經理。 |
| 賀少俠           | Sascha Heusermann                 | 德国 呂內堡                 | 2014年7月7日   | 畢業於國立臺北科技大學經營管理學系學士、國立臺灣師範大學全球經營與策略研究所。與另一名型男賈斯汀屬室友。曾參與大愛電視劇《伊如陽光》以男主角身分演出。擔任電視節目《匠紫》主持人。第一期型男， 2014-2020參與節目最久，總共六年。 |
| 陳咸作           |                                   | 拉脫維亞                    | 2014年7月21日  | |
| 金承熙           | Kim Seung Hee                     |                             | 2014年7月30日  | 台韓混血歌手。 |
| 郭子堅           | Marco Kuo                         | 西班牙                      | 2014年7月30日  | 西台混血。 |
| 法比歐           | Fabio Julien Victor Grangeon      | 法國土魯斯                  | 2014年8月6日   | 畢業於銘傳大學國際學院企業與貿易學士學位學程。台北Yucca Café店主。第一期型男， 2014 初登場。2019年中，因個人因素從節目畢業退出                                                                                                   |
| 賀義德           | Jimmy                             |                             | 2014年8月12日  | |
| 費丹尼           | Tordan Bendinelli Ferreira        | 巴西 維多利亞               | 2014年8月18日  | 畢業於銘傳大學國際學院企業與貿易學士學位學程。台北Yucca Café店主。第一期型男， 2014-2020參與節目最久，總共六年。 |
| 柯夫             | Jeffrey                           | 美国                        | 2014年8月27日  | 美台混血兒。 |
| 馬愷             | Marcus Blackburn                  | 新西兰基督城                | 2014年9月1日   | 曾客串8點檔本土劇。與另一型男阿龍（萬德龍）屬室友。 第一期型男， 2014-2020參與節目最久，總共六年。 |
| 葛孟孔           |                                   | 墨西哥                      | 2014年9月16日  | |
| 馬格斯           | Magnus Gjermundnes                | 挪威                        | 2014年9月22日  | |
| 雷米             |                                   | 法國                        | 2014年9月30日  | |
| 查爾斯           |                                   | 法國                        | 2014年10月6日  | |
| 夏克立           | Christopher Downs                 | 加拿大                      | 2014年10月6日  | 台灣藝人黃嘉千的丈夫。 |
| 中村祖           | Joe Nakamura                      | 日本                        | 2014年10月7日  | |
| 班傑             | 王宏文（Benjamin Wang）           | 美国                        | 2014年10月8日  | 2014年12月4日起以「台灣團代表」身份登場。 |
| 雷小胤           |                                   | 美国                        | 2014年10月9日  | |
| 金實基           | Kim Seul Gi                       | 首爾                        | 2014年10月20日 | 畢業於國立政治大學廣告學系，2015年回韓國當兵。 |
| 艾友             |                                   | 巴基斯坦                    | 2014年10月27日 | |
| 艾文             |                                   | 美国                        | 2014年11月5日  | |
| 伊凡             | Ivan Popov                        | 俄羅斯沃羅涅日州            | 2014年11月12日 | |
| 孟德             |                                   | 土耳其                      | 2014年11月19日 | |
| 阿里             | Ali Mohammed Hussein              | 伊拉克 · 伊拉克库尔德斯坦   | 2014年11月24日 | 於2014年12月8日一集中曾誤標為來自捷克。 |
| 蘇德旻           | Dmitrii Sukovatykh                | 俄羅斯                      | 2014年12月3日  | |
| 雷大偉           | David León Fretes                 | 巴拉圭                      | 2014年12月9日  | 曾參與新北市議長盃第六屆龍舟錦標賽並奪得混合組亞軍。 |
| 岱維             |                                   |                             | 2014年12月15日 | |
| 盧卡斯           |                                   | 瑞典                        | 2014年12月18日 | |
| 馬特逖           |                                   | 奥地利                      | 2014年12月22日 | 2015年1月7日起稱為馬特。 |
| 加博             |                                   | 匈牙利                      | 2015年1月12日  | |
| 艾德為           |                                   | 德国                        | 2015年1月21日  | |
| 片平力           |                                   | 日本                        | 2015年1月22日  | |
| 吳考特           |                                   |                             | 2015年1月22日  | |
| 尼可             | Nico Nikolić                      | 法國                        | 2015年1月22日  | 攝影師，在台北開設尼可儷影工作室。 |
| 萬德龍           | Dallas William Waldie             | 加拿大 安大略省             | 2015年1月26日  | 饒舌歌手，曾擔任饒舌比賽Iron Mic台灣賽區主持；2015年1月29日起稱為阿龍，2018年10月16日起改回稱萬德龍。 |
| 狄愛墨           |                                   | 美国                        | 2015年1月27日  | |
| 葛泰山           | Tars Lori D. Geerts               | 比利时迪斯特                | 2015年1月27日  | 竹製錢包Pallet發明者之一，產品並於2014年獲得現代汽車優秀青年企業家獎（Hyundai Brilliant Young Enterpreneur Award）；2016年3月8日起稱為泰山。                                                                                     |
| 廖非凡           | Frederik Henri van Diermen        | 荷蘭                        | 2015年1月27日  | |
| 任翔             | Shane Rendelman                   | 美国加州洛杉磯              | 2015年1月28日  | |
| 馬丁尼           |                                   |                             | 2015年1月29日  | |
| 陳元昊           | Mitchell Horwood                  | 美国                        | 2015年2月3日   | |
| 吳子龍           | Giovanni Voneki                   | 義大利狄里雅斯特            | 2015年2月4日   | 義大利匈牙利混血兒。 |
| 艾瑞森           | Richard Ericson                   | 瑞典哥特堡                  | 2015年2月4日   | 畢業於國立中山大學企業管理學系 |
| 理查德           |                                   | 美国                        | 2015年2月5日   | |
| 羅百穹           | Edgar Arturo Rozo                 | 哥伦比亚                    | 2015年2月5日   | |
| 谷口康晴         | Yasuharu Taniguchi                | 日本                        | 2015年2月9日   | |
| 白菜             |                                   | 美国夏威夷                  | 2015年2月10日  | |
| 狄康德           | Constantin Diederichs             | 德国                        | 2015年2月11日  | |
| 陸碩彥           | Devon Lafferty                    | 美国亞利桑那州坦佩          | 2015年3月17日  | 台美混血兒。 |
| 明陸             |                                   | 美国密西根州弗里蘭          | 2015年4月7日   | |
| 巴立信           | Alex Barker                       | 美国華盛頓州西雅圖          | 2015年4月8日   | |
| 海明威           |                                   | 美国                        | 2015年4月9日   | |
| 崔萌豪           | Ben Tryde                         |                             | 2015年4月14日  | |
| 山姆             |                                   | 美国                        | 2015年4月15日  | |
| 約根             | Jürgen Schatzl                    | 奥地利                      | 2015年4月20日  | |
| 波力士           | Boris                             | 印度                        | 2015年4月21日  | |
| 馬修             |                                   | 英国                        | 2015年4月22日  | |
| 紀亞理           | Charles                           | 法國巴黎                    | 2015年4月28日  | |
| 馬克             |                                   | 巴拉圭                      | 2015年4月29日  | |
| 克雷             | Claywell Blake                    | 美国佛羅里達州邁阿密        | 2015年5月4日   | |
| 夫米             | Fumi                              | 日本東京                    | 2015年5月5日   | |
| 派夏             | Pasha Nilolayevitch Borissenko    | 加拿大多倫多                | 2015年5月11日  | |
| 韋佳德（Skanda） | Riccardo Moratto                  | 義大利羅馬                  | 2015年5月12日  | 國立臺灣師範大學翻譯研究所博士，曾任教輔仁大學、實踐大學、國立臺北科技大學等。 |
| 鯡傑克           | Jack Fisher                       |                             | 2015年5月12日  | |
| 沈藝士           |                                   | 美国紐約                    | 2015年5月18日  | |
| 多多             | Victor                            | 智利                        | 2015年6月3日   | |
| 路卡             |                                   | 義大利                      | 2015年6月22日  | |
| 貝理納           |                                   | 德国                        | 2015年6月24日  | |
| 舞陽             | Uyan Benardis Tien                | 巴西巴伊亞州                | 2015年6月30日  | 台灣巴西混血兒（擁有台灣、巴西原住民、葡萄牙、希臘血統），請問今晚住誰家主持人，Ale Cafe精品咖啡老闆。 |
| 衛濤             | Tom Williams                      |                             | 2015年7月6日   | |
| 李易堅           | Kenna Lee                         | 南非豪登省約翰內斯堡        | 2015年7月8日   | 台灣南非混血兒（擁有英國血統），2017年10月23日起稱為肯納。 |
| 傑克             |                                   |                             | 2015年7月15日  | 與之前的傑克不同。 |
| 閔永康           |                                   | 美国科羅拉多州科羅拉多泉    | 2015年7月16日  | |
| 李永漢           |                                   | 德国                        | 2015年7月21日  | |
| 盧克             |                                   | 新西兰                      | 2015年7月22日  | |
| 辛克韋           |                                   | 巴拿马                      | 2015年7月29日  | 就讀大同大學資訊經營學系，畢業致詞時曾說：「如果你有理想，你要全力以赴，不要輕易放棄」。 |
| 綠茶             | Lin Jun Yong                      |                             | 2015年7月30日  | 本名林埈永，韓台混血兒。 |
| 麥爾坎           | Malcolm                           | 巴拿马                      | 2015年8月3日   | |
| 賓哥（Breaker）  | Benjamin Novotny                  | 美国                        | 2015年8月11日  | 職業電競主播，曾擔任2014台灣電子競技公開賽賽評。 |
| 哈利             |                                   | 英国                        | 2015年8月13日  | |
| 龍也             | 佐々木龍也                        | 日本九州                    | 2015年8月18日  | 台北Beagle手機維修店老闆。 |
| 金旼哉           | Kim Min Jae                       | 釜山                        | 2015年8月19日  | 台中小韓國雞蛋糕檔主，現已回韓國定居。 |
| 古狄安           | Daniel Antonio Guzman Briman      | 俄羅斯                      | 2015年8月20日  | 曾參加「老外說唱台灣謠」歌唱比賽並得前十名。 |
| 崔山牧           |                                   | 美国                        | 2015年8月26日  | |
| 謝佳見           | Melvin Sia                        | 马来西亚                    | 2015年8月27日  | |
| 巴斯田           | Bachir Bastien                    | 海地                        | 2015年9月1日   | 就讀國立清華大學經濟系，畢業時獲頒象徵最高榮譽的「梅貽琦獎章」，屬歷來第二位獲此榮譽之外籍生。 |
| 馮為紳           | Techit Aknorawat                  | 泰國                        | 2015年9月8日   | 畢業於中國文化大學新聞學系碩士班。2015年10月5日起稱為阿馮。 |
| 佩德羅           | Pedro Fernando Ruiz Varela        | 西班牙加利西亞              | 2015年9月8日   | 淡江大學日本語文學系碩士班。2019年移居日本，讀日本語言學校中。現已回台主持網路節目《老外調查團》及為電視節目《同學來了》常見通告來賓。                                                                                           |
| 阿修             | Ashu                              | 印度                        | 2015年9月15日  | |
| 王翰雷           | Raynell Silverio                  |                             | 2015年9月21日  | 2015年11月23日起稱為雷諾。 |
| 安托利           | Todd Anatoly Idashkin             | 美国                        | 2015年9月24日  | 台灣遊戲公司Top Shelf Games創辦人。 |
| 湯姆士           | Thomas Francis Creed              | 英国威爾士                  | 2015年10月1日  | |
| 丹尼爾           |                                   | 美国                        | 2015年10月5日  | |
| 黃明志           | Wee Meng Chee (Namewee)           | 马来西亚                    | 2015年10月6日  | |
| 賴倫佐           | Lorenzo Emanuele Pierucci         | 義大利                      | 2015年10月6日  | 台北Lorenzo Pierucci Studio攝影師。 |
| 正浩             |                                   | 泰國                        | 2015年10月13日 | |
| 康凱思           | Christopher Carnahan              | 美国                        | 2015年10月14日 | |
| 任可羅           | Luis Carlos Renteria              | 巴拿马                      | 2015年10月27日 | |
| 尚路易           |                                   | 法國                        | 2015年11月3日  | |
| 丹丹             |                                   | 俄羅斯                      | 2015年11月5日  | |
| 佩修             | Peashrwo Ali Mohammed Al-Jammoor  | 伊拉克 · 伊拉克库尔德斯坦   | 2015年11月9日  | 2016年12月19日起出場時設有伊拉克與庫德斯坦兩地方名牌。 |
| 高海碩           |                                   |                             | 2015年11月11日 | |
| 雷政祥           |                                   | 美国                        | 2015年11月19日 | |
| 蓋文             |                                   | 美国康乃狄克州              | 2015年11月24日 | |
| 陳泓宇           | Shaun Chen Hong Yu                | 马来西亚                    | 2015年11月26日 | |
| 歐思亞           |                                   | 北馬其頓                    | 2015年12月28日 | 噴漆藝術家，平常在西門町擺攤。 |
| 吳鳳             | Uğur Rıfat Karlova                | 土耳其                      | 2016年1月6日   | 又名吳承鳳，曾獲第47屆金鐘獎最佳行腳節目主持人獎。 |
| 白宥克           | Aymeric Baltat                    | 德国                        | 2016年1月14日  | |
| 吉雷米           | Rémy Gils                         | 法國                        | 2016年1月26日  | 馬拉松跑者，於2014年黃金稻浪馬拉松中獲全馬第一名，曾出版跑步及原住民語書籍。 |
| 山姆             | Sam Katrenko                      | 俄羅斯                      | 2016年1月28日  | 女同學恬雅的丈夫。2018年5月移居至上海 |
| 瑞冠龍           | Paul Rackemann                    |                             | 2016年2月1日   | 詠春教練，師承葉問外甥盧文錦。 |
| 李騰             | Ethen Lee Teng                    | 新加坡                      | 2016年2月3日   | 最先以「台灣團代表」身份登場，於2016年3月4日編為新加坡代表。 |
| 池潤峰           | Vin Chee                          | 马来西亚                    | 2016年2月15日  | |
| 李能歡           | Pierre-François Métayer           | 法國                        | 2016年2月23日  | |
| 瑞安             |                                   | 美国                        | 2016年2月24日  | |
| 饒悟             |                                   | 薩爾瓦多                    | 2016年3月2日   | |
| 葛瑞迪           |                                   | 美国                        | 2016年3月8日   | |
| 宇炯龍           |                                   |                             | 2016年3月22日  | |
| 羅雅各           | Edgar Rojas Rivera                | 墨西哥                      | 2016年3月23日  | |
| 崔佛             | Trevor Nicholas Anderson-Salo     | 美国麻薩諸塞                | 2016年3月23日  | |
| 毛特立           | Matteo Ternelli                   | 義大利摩德納                | 2016年3月23日  | |
| 雷勇             |                                   | 巴西                        | 2016年3月28日  | |
| 查克             |                                   | 加拿大                      | 2016年3月30日  | |
| 姜勳             | 강훈                              |                             | 2016年3月31日  | 韓國華人畢業於淡江大學運輸管理學系 |
| 馬龍             | Mauricio Alberto Moreno Velásquez | 智利                        | 2016年4月5日   | |
| 尼基塔           |                                   | 俄羅斯                      | 2016年4月5日   | |
| 唐瑪             |                                   | 德国                        | 2016年4月6日   | |
| 鄭凱中           |                                   | 马来西亚                    | 2016年4月7日   | 馬來西亞拿督之子，曾改名鄭柏翔，現藝名為鄭愷丞。 |
| Stevie G         |                                   | 美国                        | 2016年4月7日   | |
| 馬凱             |                                   | 俄羅斯                      | 2016年4月14日  | |
| 托瑪士           |                                   | 荷蘭                        | 2016年4月25日  | |
| 大同             |                                   | 巴拿马                      | 2016年4月26日  | |
| 宇軒（Shane）    | 陳宇軒（Tan Yu Xuan）             | 新加坡                      | 2016年5月5日   | 2018年7月19日起稱為兆群。 |
| 阿將             |                                   | 美国                        | 2016年5月17日  | |
| 湯普生           | Luis Thompson                     | 巴拿马                      | 2016年5月24日  | 美國巴拿馬混血兒。 |
| 路易士           |                                   | 南非                        | 2016年6月6日   | |
| 宙斯             | Oumarou Zougmore                  | 布吉納法索                  | 2016年6月9日   | 曾於2016年以中文參加聯合國「多種語言、一個世界」（Many Languages, One World）作文競賽且獲勝，並赴紐約參與聯合國全球青年論壇。 |
| 皮燁             |                                   | 法國                        | 2016年6月15日  | |
| 慕哈德           |                                   | 印度                        | 2016年6月15日  | |
| 李聖禮           |                                   | 美国                        | 2016年6月15日  | |
| 木拉特           |                                   | 土耳其                      | 2016年6月15日  | |
| 河南裕士         | Kawanami Yuji                     | 日本                        | 2016年6月20日  | 日本出生，父母親均為台灣人。 |
| 喬丹             |                                   | 美国                        | 2016年6月21日  | |
| 尼可拉           |                                   | 法國                        | 2016年6月22日  | |
| 安               | Miguel Angel                      | 西班牙                      | 2016年6月22日  | |
| 馬克士           |                                   | 法國                        | 2016年6月23日  | 法台混血兒。 |
| 康博尚           | Jean Kany Bourcart                | 法國                        | 2016年6月27日  | |
| 柯帝斯           |                                   | 美国                        | 2016年6月30日  | |
| 彼德             |                                   |                             | 2016年7月11日  | |
| 石川             |                                   | 加拿大                      | 2016年7月11日  | |
| 練志成           |                                   | 巴拿马                      | 2016年7月14日  | |
| 蔡博文           | Pavlo Zaika                       | 乌克兰                      | 2016年7月19日  | 翡翠森林寵物天堂（寵物靈骨塔）老闆。 |
| 亨利             | Amouriq Patrick                   | 法國里昂                    | 2016年8月4日   | |
| 馬克斯           | Marcus Thomsen                    | 丹麦                        | 2016年8月9日   | |
| 尤金             |                                   | 俄羅斯                      | 2016年8月15日  | |
| 馬克             | Marco Casarola                    | 義大利                      | 2016年8月16日  | |
| 明               | Jeremy                            | 美国                        | 2016年8月17日  | |
| 貝尼托           | Benoit F. Massé                   | 法國                        | 2016年8月29日  | |
| 米格             |                                   | 巴拉圭                      | 2016年9月8日   | |
| 馬修             |                                   | 法國                        | 2016年9月16日  | |
| 亨利             | Henrique Fukuoka                  | 巴西                        | 2016年9月26日  | |
| 宋讚養           | 송찬양 Himm                       |                             | 2016年10月10日 | 台中碰咕食米漢堡店老闆，現已停業。 |
| 威廉             |                                   | 美国                        | 2016年10月18日 | |
| 柏禮             |                                   | 芬兰                        | 2016年11月2日  | |
| 艾里             |                                   | 以色列                      | 2016年11月16日 | |
| 尚明             |                                   | 英国                        | 2016年11月24日 | |
| 易馬丁           | Imadeddin Mahdi Fatah             | 伊拉克 · 伊拉克库尔德斯坦   | 2016年12月15日 | |
| 西               |                                   | 美国                        | 2016年12月21日 | |
| 大衛             |                                   | 英国                        | 2017年1月11日  | |
| 李帆             |                                   | 俄羅斯                      | 2017年1月11日  | |
| 喜瀨健           | Takeshi                           | 日本沖繩                    | 2017年2月9日   | 畢業於沖繩演藝學院，台灣前組合Dance Flow及A4F成員。 |
| 吳彥宏           | Win Wu YanHong                    | 印度尼西亞                  | 2017年2月20日  | 又名吳俊賢，印尼前組合Four Seasons成員；2016年曾憑微電影Bloody Knows獲台北48小時影片拍攝計劃（48 Hour Film Project）最佳男主角銀獎，同時為八大電視《WTO姐妹會》班底。                                                            |
| 成小龍           | Grigory Grushin                   | 俄羅斯                      | 2017年2月27日  | |
| 費南多           |                                   | 義大利                      | 2017年3月7日   | |
| 艾文斯           | Chris Evan                        | 英国                        | 2017年3月8日   | 2017年9月27日起稱為克里斯。 |
| 倪喬帥           |                                   | 新西兰                      | 2017年3月22日  | |
| 石浩文           | Arkadiy Galiev                    | 俄羅斯                      | 2017年3月27日  | |
| 艾力克           |                                   | 美国                        | 2017年4月12日  | |
| 凡安             | Florian Wegener                   | 德国                        | 2017年4月13日  | 師範大學華語文教學系。 |
| 安特             | Adlet Alzhaparov                  |                             | 2017年4月25日  | |
| 延承規           |                                   |                             | 2017年5月15日  | |
| 尤利             | Yurii                             | 乌克兰                      | 2017年5月18日  | |
| 圖佳             |                                   | 土耳其                      | 2017年5月23日  | |
| 尚恩             |                                   | 英国                        | 2017年5月25日  | |
| 折田             | 折田將大（Orita Masahiro）        | 日本                        | 2017年6月13日  | |
| 彼特             | Peter Tupper                      | 英国                        | 2017年6月19日  | |
| 丹丹             | Danaheim Lane                     | 美国加州洛杉磯              | 2017年6月28日  | |
| 蔡馬克           | Marc Zahn                         | 德国                        | 2017年7月11日  | |
| 柯龍             | Anthony Richard Capatch           | 美国 賓夕法尼亞州考德斯波特 | 2017年7月31日  | |
| 陳獻略           | Chan Henry                        | 香港                        | 2017年8月8日   | |
| 江泰倫           |                                   | 美国                        | 2017年8月24日  | |
| 龍書明           | Shukhrat Zarifovich Usmanov       | 俄羅斯                      | 2017年9月12日  | 台灣大學會計系。 |
| 哈龍             |                                   | 土耳其                      | 2017年9月18日  | |
| 李振遠           |                                   |                             | 2017年10月11日 | 台灣藝人黃喬歆的男友 |
| 黑迪文           |                                   | 美国                        | 2017年10月30日 | |
| 月夏             |                                   | 美国                        | 2017年11月14日 | |
| 仲思齊           | Muszynski Krystian                | 波蘭                        | 2017年11月23日 | 畢業於國立中山大學人力資源管理全英語碩士學位； 目前在台灣從事演藝圈藝人，演員 |
| 吳葛蘭           |                                   | 新加坡                      | 2017年12月4日  | |
| 林義文           |                                   | 德国                        | 2017年12月6日  | |
| 麥斯             | 王畯壕（Manz Di Vaio）            | 马来西亚                    | 2017年12月26日 | 西班牙馬來西亞混血兒。 |
| 東潤             | 呂東潤（여동윤）                  |                             | 2018年1月2日   | |
| 麻努             | Binyet Emmanuel Mbondo            | 瑞士                        | 2018年1月24日  | 有一中文名仁飄零，喀麥隆瑞士混血兒 |
| 熊介             | 池畑裕介                          | 日本                        | 2018年2月7日   | 文化大學推廣部日文老師。 |
| 勇太             | 大久保勇太（Okubo Yuta）          | 日本                        | 2018年2月14日  | |
| 米歇爾           | Michel                            | 法國                        | 2018年4月4日   | |
| 傑森             |                                   | 南非                        | 2018年4月9日   | |
| 甌楷             |                                   | 土耳其                      | 2018年4月10日  | |
| 加賀美智久       |                                   | 日本                        | 2018年5月9日   | |
| 斯坦             |                                   | 波蘭                        | 2018年6月7日   | |
| 布萊登           |                                   | 美国                        | 2018年8月21日  | |
| 喬許             |                                   |                             | 2018年9月4日   | |
| 黑素斯           | Jesus                             | 西班牙                      | 2018年9月19日  | |
| 和平（Peace）    | 張詒博                            | 马来西亚                    | 2018年10月9日  | |
| 金炳秀           |                                   |                             | 2018年10月24日 | |
| 西蒙             | Simon                             | 加拿大                      | 2019年4月11日  | |
| 大勇             |                                   | 法國                        | 2019年6月4日   | |
| 布萊恩           | Brian Cragun                      | 美国蒙大拿州                | 2019年8月7日   | |
| 捷晧             | Daniel Flash                      | 阿根廷                      | 2019年8月8日   | |
| 李山卓           | Alessandro Lazzarelli             | 義大利                      | 2019年9月2日   | |
| 喬修兒           | Josh Edbrooke                     | 英国                        | 2019年10月8日  | 前進樂團鼓手 |
| 李大年           |                                   | 西班牙                      | 2020年1月16日  | |
| 路易             |                                   | 法國                        | 2020年2月18日  | |
| 韋喆             | Victor Keril Daniel Elombe        | 圣卢西亚                    | 2020年3月2日   | |
| 一樹             | 河村一樹                          | 日本                        | 2020年3月10日  | |
| 凱文             |                                   | 巴西                        | 2020年4月29日  | |
| 羅藝恆           | Laurence Larson                   | 新西兰                      | 2020年5月18日  | |
| 丹尼爾           |                                   | 巴拉圭                      | 2020年5月26日  | |
| 阿傑             |                                   | 美国                        | 2020年7月14日  | |

### 聯合國女同學
2014年12月24日首次登場，介紹外國聖誕節，其時男女外國人統稱為「聯合國軍團」。2015年12月1日，六月說：「歡迎我們的女同伴們、女同學。加拿大來的凱西是新同學，因為大家都說打開過來都是男生，偶爾要來一點美女」，並以「女同學」作介紹，其後不定期便有女同學出現，但開場時一如以往稱為「聯合國型男」或「聯合國代表」。
| 女同學          | 外文名字                    | 出身地區         | 首次登場日期   | 備註                                                                        |
| --------------- | --------------------------- | ---------------- | -------------- | --------------------------------------------------------------------------- |
| 安妮            | Annie                       | 俄羅斯海參崴     | 2014年12月24日 |                                                                             |
| 史蒂芬妮        |                             | 美国             | 2014年12月24日 |                                                                             |
| 維娜            | Fabiana                     | 巴西             | 2014年12月24日 | 2015年3月16日起稱為沈維娜。                                                 |
| 續唯香          |                             | 日本             | 2014年12月24日 |                                                                             |
| 塔緹雅娜        | Tatyana                     | 奥地利           | 2015年3月16日  | 同時為八大電視《WTO姐妹會》班底。                                           |
| 坦雅            | Tanya Matrona               | 俄羅斯           | 2015年3月16日  | 型男山姆的太太；2016年12月1日起稱為恬雅。                                   |
| 曉金鳳          | 西田惠里奈（Nishida Erina） | 日本             | 2015年9月18日  | 2016年11月14日起使用西田惠里奈作名字出場，同時為八大電視《WTO姐妹會》班底。 |
| 凱西            | Kaixi                       | 加拿大           | 2015年12月1日  |                                                                             |
| 貝妮可          |                             | 牙买加           | 2015年12月9日  |                                                                             |
| 林米琪          | Michi                       | 德国             | 2015年12月11日 |                                                                             |
| 派翠夏          | Kinga Patrycja Laska        | 波蘭             | 2015年12月16日 |                                                                             |
| 崔璀璨          | Tristan H.                  | 美国內布拉斯加州 | 2015年12月24日 |                                                                             |
| 黎甦秘          |                             | 德国             | 2015年12月30日 |                                                                             |
| 萊梅            |                             | 德国             | 2016年1月6日   |                                                                             |
| 阮氏翠恆        |                             | 越南             | 2016年1月8日   |                                                                             |
| 雷娜            |                             | 乌克兰           | 2016年1月13日  |                                                                             |
| 星星            |                             | 荷蘭             | 2016年1月18日  |                                                                             |
| 阿妮塔          | Anita Schatzi               | 德国             | 2016年1月29日  | 台德混血兒。                                                                |
| 蜜麗婭          |                             | 日本             | 2016年2月5日   |                                                                             |
| 冉庭恩          | Amy Rattigan                | 英国             | 2016年2月12日  |                                                                             |
| 娜塔莉          | Natalie Pickles             | 英国             | 2016年3月11日  | 曾代表台灣參加第二屆亞洲超模新秀大賽（Asia's Next Top Model）。             |
| 徐甘舒          |                             | 土耳其           | 2016年3月18日  |                                                                             |
| 朵夏            |                             | 波蘭             | 2016年4月1日   |                                                                             |
| 五十嵐幸子      | Sachiko                     | 日本             | 2016年6月22日  |                                                                             |
| 陳雪兒          | Michelle Wojtkowiak         | 德国             | 2016年7月11日  |                                                                             |
| 塔莎            |                             | 乌克兰           | 2016年9月16日  |                                                                             |
| 梨梨亞（Riria） | 仲村絢香（Nakamura Ayaka）  | 日本             | 2016年11月17日 |                                                                             |
| 李銘銘          | Mingming                    | 泰國             | 2017年3月6日   | 2017年4月12日起稱為銘銘。                                                   |
| 心奈            | Cocona                      | 日本             | 2018年4月24日  |                                                                             |
| 小百合          | Sayuri                      | 日本             | 2018年7月5日   | 畢業於東吳大學政治系                                                        |
| 妲夏            | Kudryashova Daria           | 俄羅斯           | 2018年8月1日   | 畢業於淡江大學國際事務與戰略研究所                                          |
| 林黑子          | Heizelim                    |                  | 2018年8月13日  |                                                                             |
| 艾麗            |                             | 俄羅斯           | 2018年9月18日  |                                                                             |
| 小潔            | kit                         | 马来西亚         | 2018年10月1日  | 同時為八大電視《WTO姐妹會》班底。                                           |
| 瑪多卡          |                             | 日本             | 2018年11月6日  |                                                                             |
| 千尋            |                             | 日本             | 2018年11月27日 |                                                                             |
| 蜜菈            |                             |                  | 2019年1月2日   |                                                                             |
| 蕯莉            |                             | 德国             | 2019年8月20日  |                                                                             |
| 金淵珍          |                             |                  | 2019年8月21日  |                                                                             |
| 凱琳            |                             |                  | 2019年9月10日  | 中庸樂團主唱                                                                |
| 苗安            |                             | 日本             | 2020年2月12日  |                                                                             |
| 阿琳娜          |                             | 乌克兰           | 2020年6月23日  |                                                                             |
| 權貞妍          |                             |                  | 2020年8月21日  |                                                                             |
| 白彌兒          |                             | 奥地利           | 2020年11月12日 | 台灣奧地利混血兒                                                            |

## 製作團隊
- 總監製：宣紫雯
- 編審：陳淳莉
- 監製：高嬅芸
- 企宣：黃莉容、王婷鈺
- 製作人：劉德蕙、廖述穎、鄭柏怡
- 企劃：戴育鼎、張年盛、林佳伊、謝百琪、梁雪婷
- 通告：許家綺
- 製作群：呂政道、拉維斯．基谷
- 攝影：吳俊錡、陳弘章、楊志文、邵堉弘、吳牧臻
- 製播統籌：蔡登嶽、李展輝
- 工程：郭永盛、許凱崴
- 現場指導：宋金城
- 技術指導：張耀明
- 視訊：蘇芳儀、廖恆毅
- 成音：郭子豪、詹月明
- 燈光：王舜輝、李建樹、黃世宗
- 導播：葉閎原
- 助理導播：張吉玲、潘麗雪
- 場務：王文傑、王仁傑
- 美術指導：李炳成
- 剪輯：鍾瑞華
- 音效：音樂達
- 製作公司：全富傳播

## 外部連結
- 2分之一強官方網站（页面存档备份，存于）
- 2分之一強的Facebook專頁
- YouTube上的2分之一強頻道

## 節目的變遷
| 東森超視 每週一至週五 22:30－24:00 2015年5月25日起,改為每週一至週五 23:00－24:00                                               | 東森超視 每週一至週五 22:30－24:00 2015年5月25日起,改為每週一至週五 23:00－24:00                              | 東森超視 每週一至週五 22:30－24:00 2015年5月25日起,改為每週一至週五 23:00－24:00 |
| --- | --- | -------------------------------------------------------------------------------- |
| | 二分之一強 （2014年6月16日－2016年8月12日）                                                                   |                                                                                  |
| － | 綜藝大熱門（週一至週四） （2016年8月15日－2018年9月28日）必勝練習生（每週五） （2016年8月5日－2016年12月2日） |                                                                                  |
| 每週一至週五 18:00－19:00 | |                                                                                  |
| 二分之一強（重播） （2015年5月26日－2016年8月15日）                                                                            | 二分之一強 （2016年8月16日－2019年4月16日）                                                                   | 人生若如初相見 （2019年4月17日－2019年6月25日）                                  |
| 每週一至週日 01:00－02:00 | |                                                                                  |
| 二分之一強（重播） | 二分之一強 （2019年4月17日）                                                                                  | —                                                                                |
| 東森綜合台 每週一至週五 23:00－24:00 2018年7月9日起,改為每週一至週四 23:00－24:00 2020年9月7日起,改為每週一至週四 20:00－21:00 | |                                                                                  |
| 綜藝大熱門 （2016年1月25日－2016年8月12日）                                                                                    | 二分之一強 （2016年8月15日－2020年11月12日）                                                                  | 奇皇后                                                                           |